# Eugenia marambaiensis
Eugenia marambaiensis är en myrtenväxtart som beskrevs av M.C.Souza och Marli Pires Morim de Lima. Eugenia marambaiensis ingår i släktet Eugenia och familjen myrtenväxter. Inga underarter finns listade i Catalogue of Life.